# Martino de León
Santo Martino o San Martín de León o Santo Martino de la Santa Cruz (León, ca. 1120-1130 - † León, 12 de enero de 1203) fue un sacerdote y canónigo regular de San Agustín. Hizo largos viajes de peregrinación y es autor de obras exegéticas y teológicas.

## El nombre
El nombre de Santo Martino es la denominación como se le conoce en León -por un leonesismo arcaico que mantuvo todas las sílabas del latín, Sanctus Martinus-. También puede aparecer mencionado, en otros ámbitos, como San Martín de León, o con el apellido de la Santa Cruz -Santo Martino de la Santa Cruz- que el santo incorporó a su nombre tras su entrada como canónigo en San Isidoro.

## Biografía
Se conocen algunos detalles de la vida de Santo Martino, por estar recogidos en la obra del historiador Lucas de Tuy, contemporáneo suyo, a la vez que hermano de hábito y comunidad en San Isidoro de León, y más tarde obispo de Tuy, en su obra Liber de Miraculis Sancti Isidori Hispalensis, donde nos describe la vida de santo Martino en los capítulos 52 a 75. Una traducción al castellano de dicha obra, Libro de los Miraglos de Sant Isidro fue realizada por Juan de Robles en 1525. Más recientemente, en 1992, se publicó una edición facsímil del original y de la edición de Juan Robles, junto con la transcripción al castellano de Pérez Llamazares, por la Universidad de León y la Cátedra de San Isidoro

### Infancia y juventud
Nació en el primer tercio del siglo XII, en fecha no conocida pero que habitualmente se sitúa hacia 1120-1130. Era hijo de Juan y de Eugenia, y el lugar de nacimiento fue la ciudad de León o su alfoz. Sus padres, muy religiosos, acordaron que a la muerte de uno de ellos, el otro renunciaría al mundo y viviría en religión, ingresando en un monasterio. Muerta su madre, siendo aún Martino niño, su padre ingresó en el convento de canónigos regulares de San Agustín de San Marcelo en León, llevando al convento a su hijo. Allí aprendió Martino las primeras letras y se instruyó en cantar salmos, himnos y el antifonario gregoriano, siendo niño de coro. En el convento de San Marcelo pasó su infancia y parte de su juventud, y a la edad de 18-20 años fue ordenado subdiácono.  Hacia 1154, al morir su padre, dio a los pobres todas sus pertenencias y comenzó su largo peregrinaje, teniendo entonces Martino unos 25 a 30 años.

### Años de peregrinación

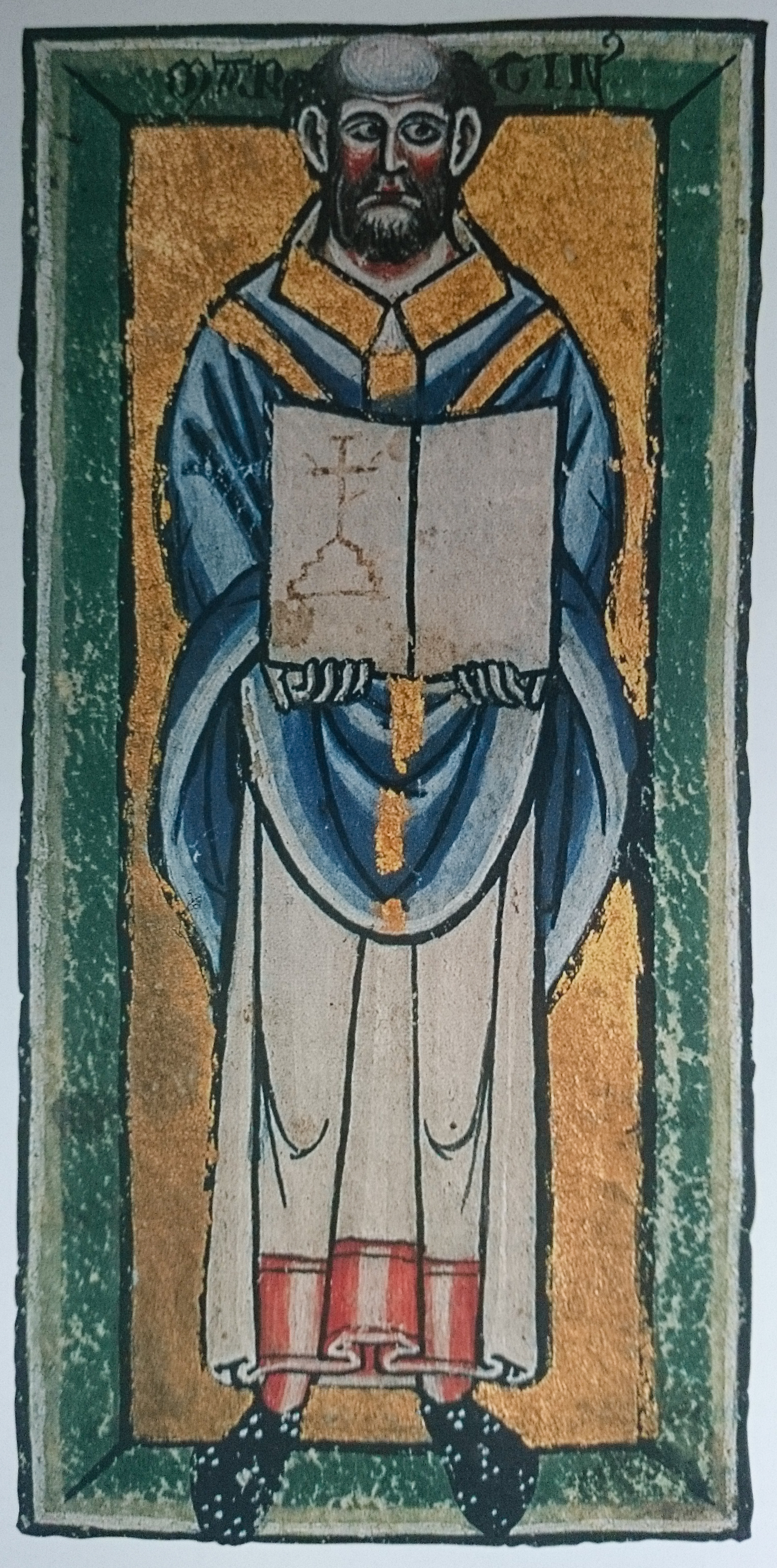
Imagen de Santo Martino en los códices (siglo XII)

Primero viajó Martino a San Salvador de Oviedo, y posteriormente a Santiago de Compostela y Roma. En Roma pasó una Cuaresma sometiéndose a mortificaciones y ayunos –hacía cuatro comidas a la semana, comiendo solo algo de pan y agua–, por lo que llamó la atención del romano pontífice, –probablemente Adriano IV, según A Viñayo–, que le recibió en audiencia durante la Pascua. Desde allí marchó a Jerusalén por el Adriático, permaneciendo dos años sirviendo en Santo Hospital de Jerusalén, coincidiendo esta estancia entre la segunda y la tercera de las Cruzadas. De regreso, pasó por Antioquia y Constantinopla, donde compró una casulla de seda, que luego le traerá problemas, con idea de donarla al convento de San Marcelo a su regreso. Vuelve por Italia, atraviesa los Alpes y llega a Francia, donde estaban las famosas escuelas-catedralicias de Chartres, Reims y París. Allí estudió teología y se relacionó con los discípulos de Pedro Lombardo, cuya obra Sententiarum Libri IV, influye en él de modo notable y aparece después abundantemente copiada en su Concordia. Continúa hacia Inglaterra e Irlanda, desde donde vuelve de nuevo al continente. En Francia, pasa por Toulouse, para visitar la tumba de San Saturnino, y en la zona de Narbona, probablemente en Beziers, es acusado del robo de la casulla adquirida en Constantinopla, yendo a parar a la cárcel. Probablemente también fue motivo de la detención la ideología albigense, mayoritaria en esta zona. Deshecho el malentendido y liberado vuelve a León.

### Canónigo de San Isidoro
Entre 1181 y 1185 Martino regresa a León, después de cerca de treinta años de peregrinación, incorporándose al convento de San Marcelo como canónigo regular, siendo ordenado diácono y presbítero. Discrepancias entre los canónigos de este convento y el obispo Manrique de León, llevan a que éste secularice a los canónigos de San Marcelo, pasando hacia 1185 Martino al monasterio de San Isidoro, iglesia a donde se habían trasladado las reliquias de San Isidoro de Sevilla, también de canónigos regulares agustinianos. Su austeridad hizo que algunos compañeros canónigos se sintieran molestos, aunque después todo se arregló, pues solo bebía agua, -vino muy rebajado con agua, solo cuando estaba enfermo-, y comía queso y huevos, nunca carne. Dormía sobre paja, en el suelo, y visitaba a los enfermos con frecuencia, por la noche. Martino se fue distinguiendo por su celo en la observancia, su caridad y su profunda devoción al Santísimo Sacramento.
En San Isidoro pasó a dirigir el Scriptorium y comenzó a escribir hacia 1185, cuando ya tenía alrededor de sesenta años, su obra Veteris ac Noui Testamenti Concordia.  Para tan inmensa obra se ayudó de siete clérigos amanuenses, sostenidos por la reina doña Berenguela que pasaban sus escritos, realizados sobre unas tablas enceradas, a los pergaminos y los embellecían con miniaturas. Padecía de fuertes dolores de cabeza y, ya anciano, probablemente aquejado de algún proceso reumático,  no podía sujetar bien sus brazos, por lo que los tenía apoyados en cuerdas colgadas de las vigas para así poder seguir escribiendo su ingente obra. Un trabajo reciente sugiere que santo Martino pudo padecer una arteritis de células gigantes con un síndrome de Charles Bonnet asociado. Era visitado por obispos, nobles y reyes para que les diera consejo, acudiendo a verlo con frecuencia y a confesarse con él el rey Alfonso IX y su mujer, la reina Berenguela. Próximo a morirse anunció su muerte a los conocidos y devolvió las llaves de la cámara en la que guardaba las riquezas que le encomendaban para que las custodiara. Murió por causas naturales el 12 de enero de 1203, el día que él mismo había anunciado que moriría. La fecha exacta y causa de su muerte fueron recogidas en el Necrologio de la Colegiata. Le sucedió en la dirección del Scriptorium de San Isidoro el canónigo, después obispo de Tuy, conocido como Lucas de Tuy.
Nota: Pérez Llamazares establece otra cronología diferente a la señalada fundamentalmente por Antonio Viñayo: nacimiento hacia 1155, inicio de su peregrinación en 1184, regreso a León en 1190, inicio de sus escritos hacia 1196 y muerte el 12 de enero de 1203, sin haber llegado a los cincuenta años. Esta cronología es poco probable pues Lucas de Tuy menciona en varias ocasiones su avanzada edad.

## Obras

### Escritos

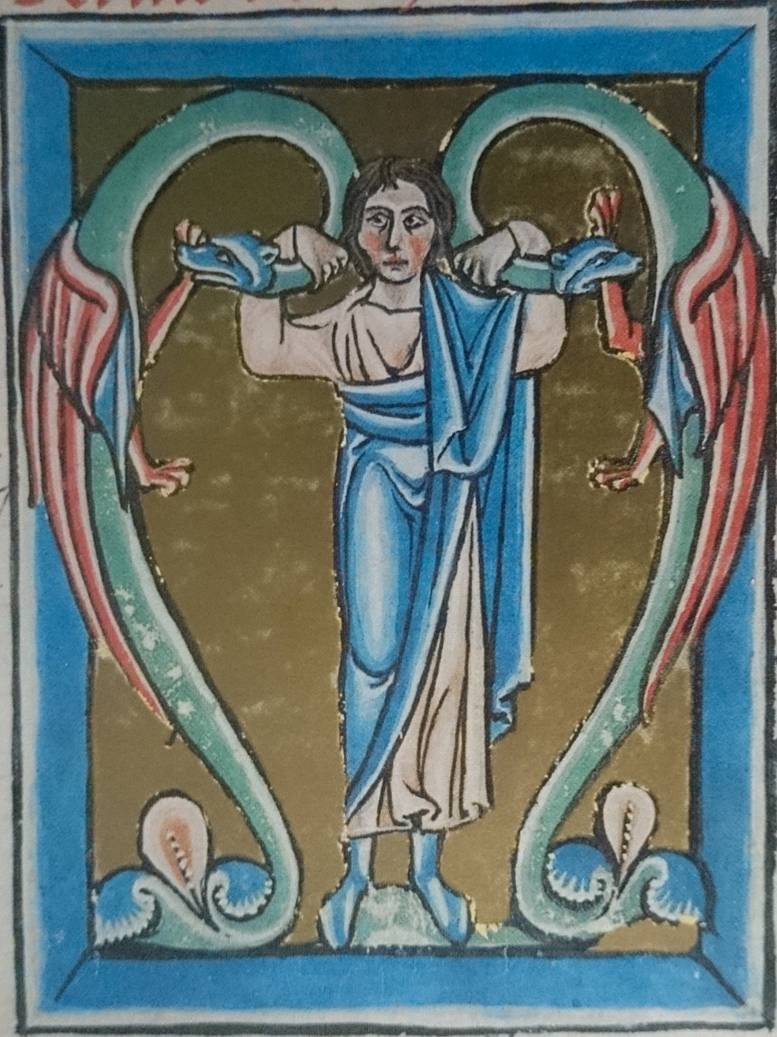
Letra capitular. Códices de Santo Martino (siglo XII)

La obra de Santo Martino de León, Veteris ac Noui Testamenti Concordia o simplemente Concordia, se encuentra en un manuscrito único, conservado en la Real Colegiata de San Isidoro de León. Es un códice encuadernado en tabla y cuero, que consta de dos volúmenes. Está escrito sobre pergamino en letra carolina del siglo XII. Los dos volúmenes tienen preciosas miniaturas en las mayúsculas iniciales de cada sermón y en los márgenes, con representaciones de figuras humanas, animales, flores y figuras geométricas. Toda su obra está escrita en un latín suelto y elegante y abarca todas las cuestiones que entonces trataba la teología, presentadas en forma de sermones. Las Concordia de Santo Martino contienen 54 sermones y cuatro explanationes –tres referentes a epístolas del Nuevo Testamento y, la cuarta, al Apocalipsis–, en los que intenta conciliar el Antiguo y el Nuevo testamento, así como una recopilación de sentencias de los Padres de la Iglesia. También da directrices para la vida santa de los eclesiásticos, que deben obedecer a los superiores y evitar el ocio interior y exterior, dedicándose al trabajo, la lectura y la oración. Muestra en su obra un especial interés en la defensa de las ideas cristianas frente al judaísmo. Se le considera el teólogo más importante de la España del siglo XII, siendo el autor del primer comentario bíblico tras Beato de Liébana.
La primera publicación de las obras de santo Martino fue realizada en Segovia, en la imprenta de Antonio Espinosa, a expensas del cardenal-arzobispo de Toledo, Francisco Antonio de Lorenzana. La edición consta de cuatro tomos, los dos primeros publicados en 1782, el tercero en 1785 y el cuarto en 1786.  Posteriormente, en París (1842) Migne IP recoge las obras de Santo Martino, copiando la edición de Lorenzana, en Patrologiae Cursus Completus, donde ocupan en la sección de Padres Latinos, todo el tomo 208 y parte del 209.
A pesar de que Concordia es un códice único, parece que hay algún manuscrito más en el que puede aparecer parte de la obra de Santo Martino –algunos sermones sueltos- en la Biblioteca Nacional de Madrid, en concreto Explanatio in epistula beati Iohannis, aunque sólo se conserva el inicio de dicha obra y es atribuida erróneamente a San Isidoro.

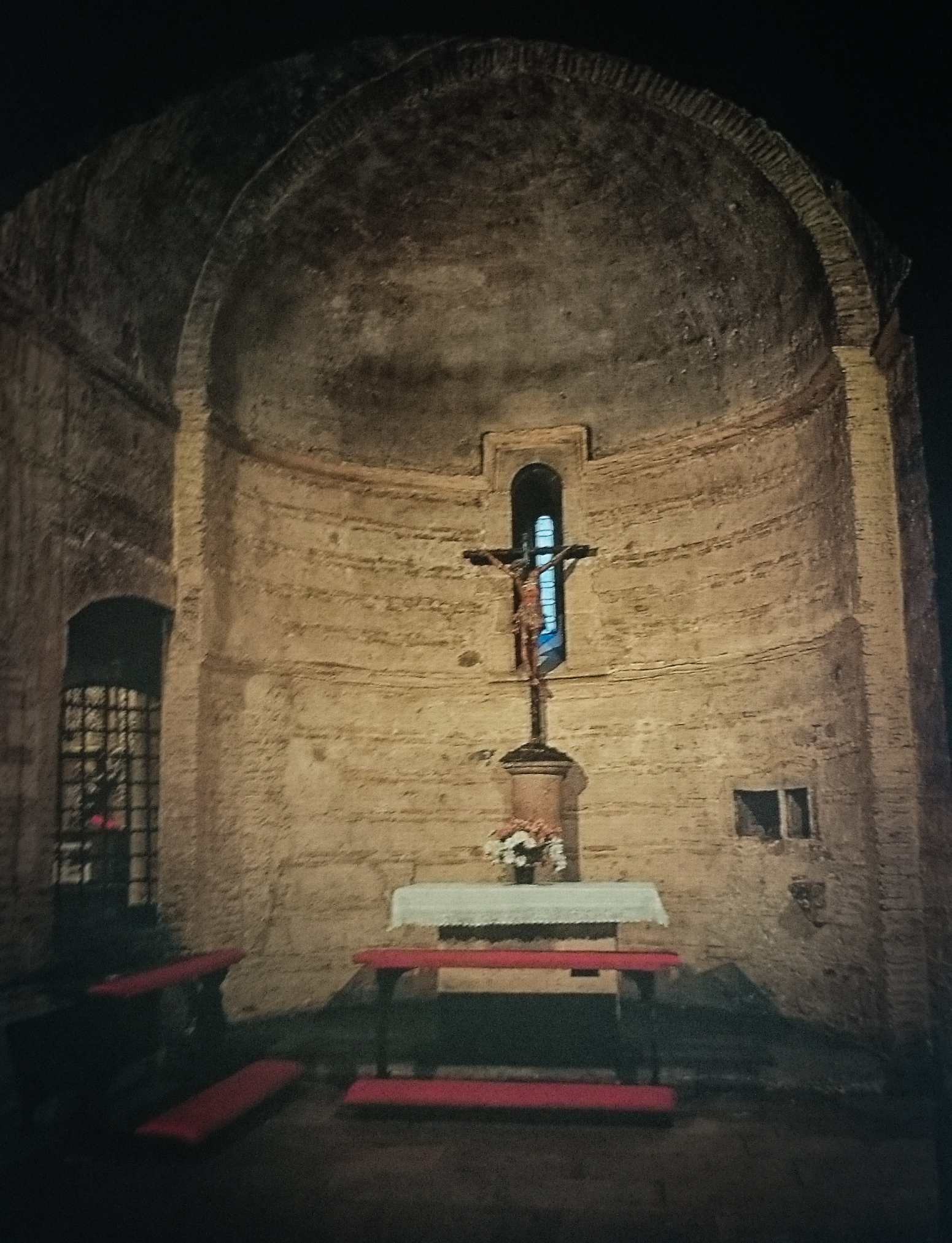
Capilla de la Santísima Trinidad. San Isidoro de León

### Obra arquitectónica

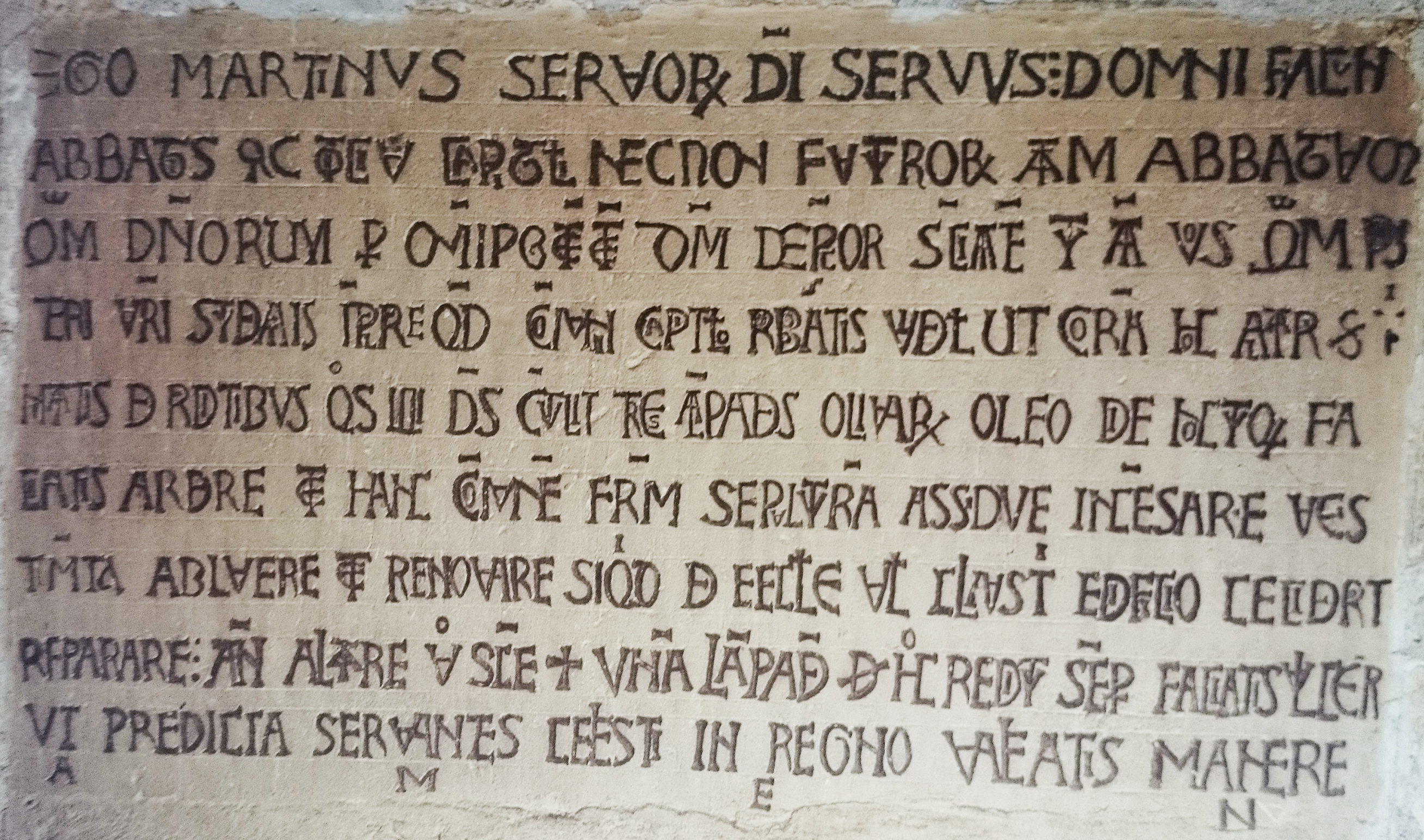
Lápida encargada por Santo Martino

Sus afanes no se limitaron a la oración y el estudio, pues según narra Lucas de Tuy también dejó dos monumentos arquitectónicos que él mismo ordenaría construir en San Isidoro de León, un oratorio dedicado a la Santa Cruz y una capilla en honor de la Santísima Trinidad.
- Oratorio de la Santa Cruz. Estaba situado encima del Panteón Real de la colegiata de San Isidoro de León, en lo que antes fue tribuna regia.[3] Es tradición que en esta estancia habitó la infanta doña Sancha, por eso hoy lleva el nombre de Cámara de doña Sancha.[16] Santo Martino utilizó este espacio para su propia celda, para el scriptorium y para el oratorio o capilla de la Santa Cruz. Posteriormente, este espacio fue convertido en Sala Capitular y en la actualidad guarda parte del tesoro de la colegiata.[16]
- Capilla de la Santísima Trinidad. Está situada en el claustro-cementerio, detrás del ábside septentrional del templo. La mando construir el santo, con el fin de guardar las reliquias acumuladas a lo largo de sus viajes y para que sirviera también como cementerio común de los canónigos. La capilla es pequeña, de planta rectangular y cabecera semicircular, y construida con materiales muy pobres, con aparejo de ladrillo. Hacia el norte se abre la puerta de la capilla, con arco de medio punto, y en ella se puede leer la inscripción con la fecha de la consagración, 1190. En el exterior fijó Santo Martino dos inscripciones en bellos caracteres románicos, una es el inventario de las reliquias de la capilla y, la otra, una súplica al abad y cabildo para que cuiden del recinto. Estas inscripciones fueron usadas en su tiempo como lápidas en la tumba del santo, a modo de epitafio.[17] En la actualidad esta capilla está dedicada al Santo Cristo.

Nota: En la ciudad de León existe desde el siglo X-XI la iglesia de San Martín (referida a San Martín de Tours -santo del siglo IV-, no a San Martín de León). La mayor parte de la construcción actual es del siglo XVIII, y sólo queda un ábside de época románica, adosado al consistorio de la Plaza mayor. Esta iglesia de San Martín dio nombre al barrio o burgo de la parte más comercial de la ciudad, así como a una cofradía y un hospital en León.

## Veneración
Santo Martino fue sublimado por popular aclamación y venerado desde su misma muerte, siendo considerado santo por la vía del culto inmemorial, como ocurría hasta poco antes de su muerte, cuando Alejandro III trasladó a Roma todas las causas de canonización. No fue incluido en el Martirologio romano, por lo que su culto decayó a partir del siglo XVI. El culto se convirtió en local y, al comenzar el siglo XX, sólo tenía lugar en la colegiata de San Isidoro de León.
Las aprobaciones más recientes del culto a Santo Martino por parte de la Santa Sede datan de 1959 para el culto en la Real Colegiata de San Isidoro y de 1962 para el culto en toda la diócesis de León. En la última edición típica del Martirologio Romano, del año 2001, santo Martino figura el día 12 de enero con la descripción elogiosa: «León, en España, Santo Martino de la Santa Cruz, presbítero y canónigo regular, varón verdaderamente perito en las Sagradas Escrituras».

## Iconografía

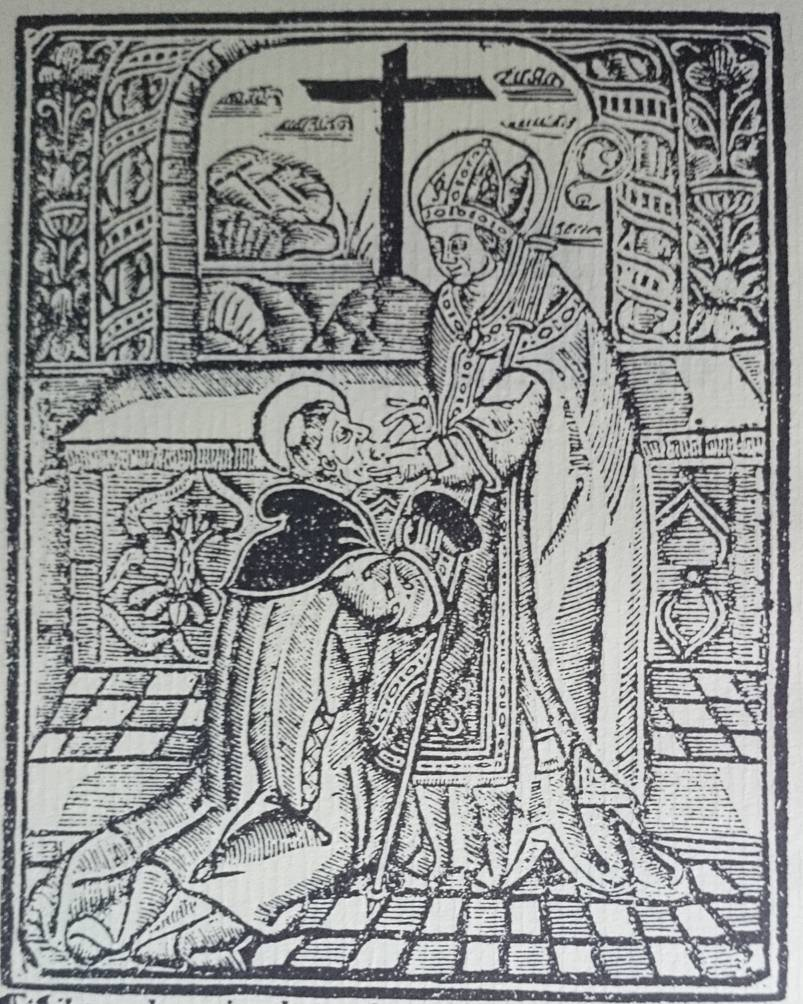
Cómo San Isidoro milagrosamente dio la sabiduría a Santo Martino, canónigo de su monasterio, con un librito que le hizo comer y tragar por fuerza. Liber de Miraculis S Isidori

Debido a lo limitado de su culto, la iconografía de Santo Martino es escasa. Suele aparecer representado con el hábito de canónigo, con roquete, un libro en la mano izquierda y una pluma en la mano derecha. Así aparece en la imagen que se encuentra en la capilla del santo en la basílica de San Isidoro en León. Algunas representaciones pictóricas recogen el episodio de la aparición de San Isidoro, obligándolo a tragarse el librito.
Santo Martino, como san Isidoro, aparece representado en las Concordia, formando parte de una "I" mayúscula. Esta representación, realizada en vida del santo, debe guardar alguna relación, a pesar de la sencillez del dibujo, con la fisonomía del protagonista, aportándonos algunos datos, como que llevaba barba y era bastante calvo.
Con frecuencia se refiere que el Martinus pintado en el Panteón Real de San Isidoro -conocido como la Capilla Sixtina del arte románico-, con un texto: “Martinus dixit, vade Satanas”,  representa a Santo Martino de León. Aunque coincidan en el tiempo –segunda mitad del siglo XII– y el lugar –San Isidoro de León– las pinturas murales del Panteón Real fueron realizadas entre 1160 y 1170 -para otros a inicios del siglo XII-, bastante antes de que Martino entrase como canónigo en San Isidoro. Según Antonio Viñayo el santo representado en el Panteón de los Reyes, que ya aparece con corona, es San Martín de Tours.

## Leyendas y prodigios

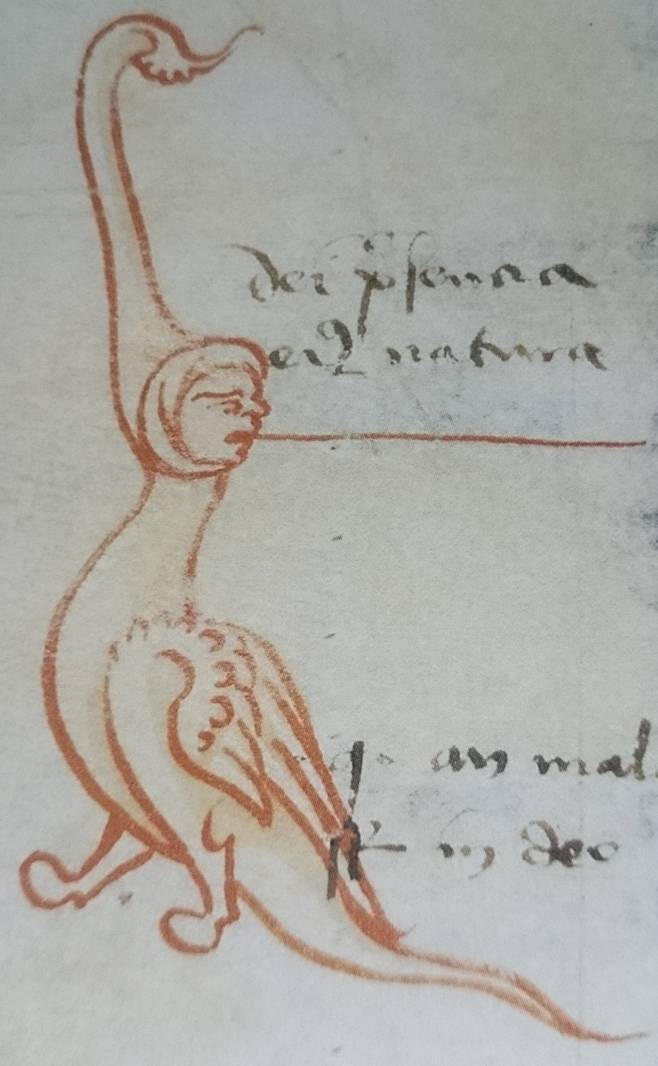

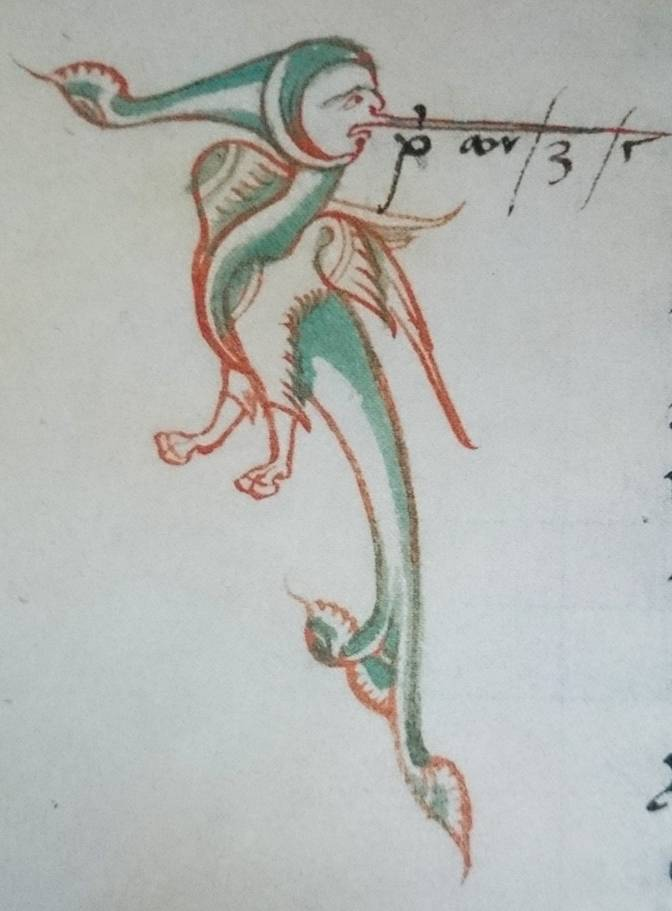
Animales fantásticos. Códices de Santo Martino

- La casulla de Constantinopla. Durante su peregrinación, Martino compró en Constantinopla una casulla de seda, que pensaba obsequiar, a su vuelta, al convento de San Marcelo de León. Estando en Francia, por la zona de Narbona, probablemente en Beziers, fue detenido y encarcelado, pensando los alguaciles que la casulla debía ser robada. Cuenta la leyenda que una mujer le ofreció la liberación si renunciaba a su fe –en aquella zona triunfaba la doctrina de los cátaros o albigenses–, pero Martino le dijo: «Mala mujer, apártate de mí, que más quiero si posible fuese morir mil veces, que ser ensuciado en el lodo de tu herejía». Ella, airada, le dio una bofetada y al momento se puso como loca, chillando y gritando. La gente, al verlo, creyó que era un castigo divino a la mujer descreída. Poco después llegó a la ciudad un caballero que se presentó ante el corregidor y le pidió que liberara el preso, aportando todos los avales y documentos necesarios para la retirada de las acusaciones a Martino. Cuando los dos se marchaban de la ciudad, el caballero se le presentó como su ángel de la guarda y le indicó que volviese ya a su tierra.[3]
- San Isidoro y el libro. El canónigo Martino era muy buen hombre y llevaba una vida santa, pero echaba en falta el conocimiento último y profundo de las Sagradas Escrituras. Estando de ayuno, se le apareció San Isidoro de Sevilla con un librito que le mandó tragar. Como Martino se resistía, principalmente por no querer romper el ayuno, San Isidoro le hizo tragar el librito por la fuerza. Desde entonces, Martino comprendió el significado profundo de los contenidos bíblicos y se convirtió en un gran teólogo.[3]
- Curaciones. Se le atribuyen numerosos milagros y curaciones. Las curaciones se relatan repitiendo un procedimiento muy sencillo. En primer lugar pedía una profesión de fe al sujeto; a continuación pronunciaba  «En el nombre del Padre del Hijo y del Espíritu Santo» a la vez que hacía la señal de la Cruz; y despedía al afortunado con un «sé sano». Así curó de fiebres cuartanas -paludismo- al deán, de un pecho inflamado a una dama noble, de un terrible dolor de muelas a un canónigo, de apostema de esquinancia –absceso periamigdalino– a un muchacho, de un parto complicado, con peligro de muerte, a una condesa, etc.[3]
- Predicciones. Estando León cercado por Alfonso VIII de Castilla y Pedro II de Aragón fueron los leoneses a pedirle consejo, a lo que les respondió que no había motivo de preocupación porque levantarían el cerco en breve tiempo ya que el Rey de León estaba atacando a Castilla. Resultó cumplirse tal como lo había predicho con la admiración general imaginable. Próximo a morirse anunció su muerte a los conocidos y devolvió las llaves de la cámara en la que guardaba las riquezas que le encomendaban para que las custodiara.[3]

## Curiosidades

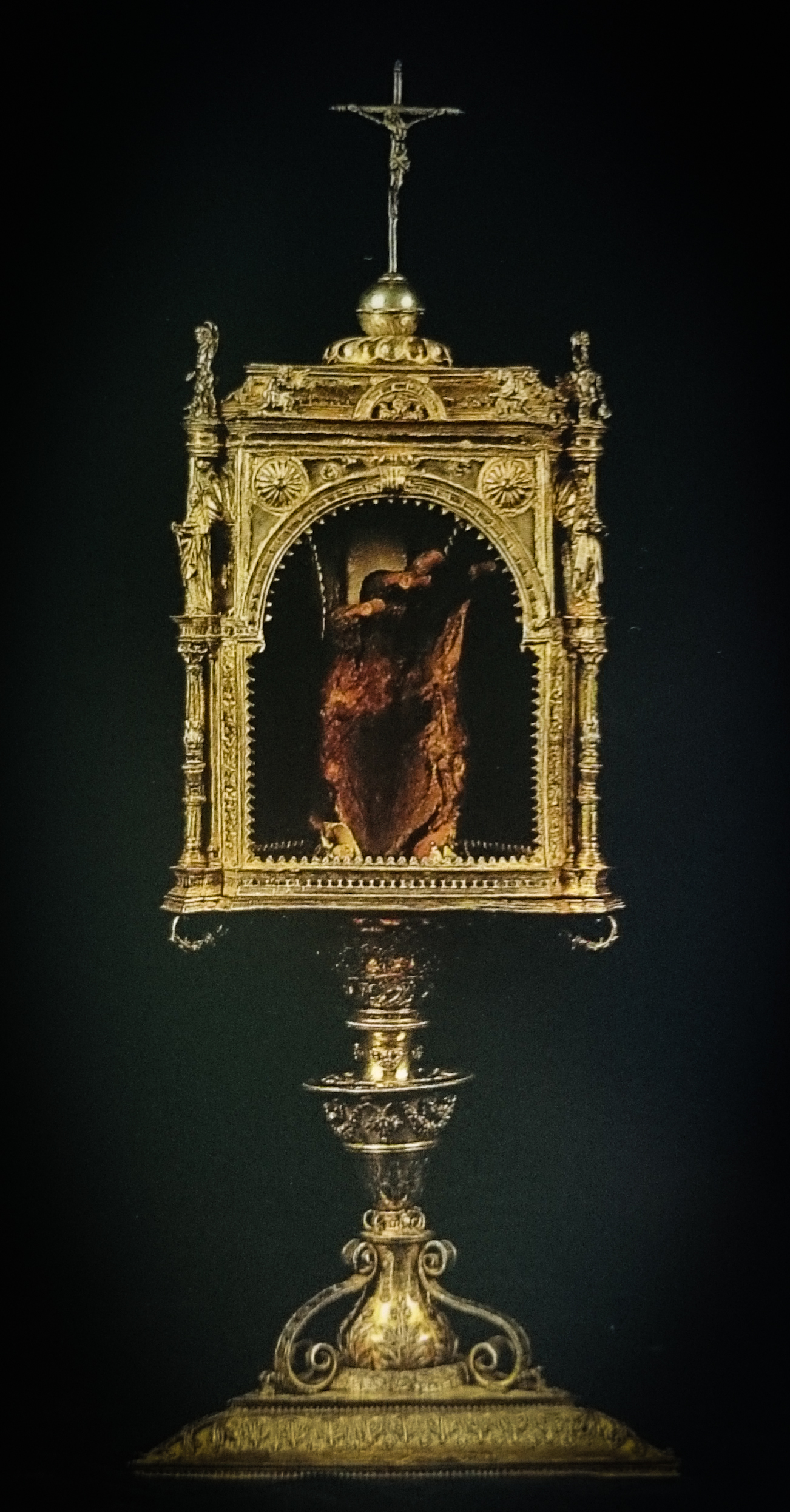
Relicario con la mano incorrupta de Santo Martino

La mano incorrupta de Santo Martino.
Pasaron más de trescientos años desde la muerte del santo, hasta que el 12 de enero de 1513, coincidiendo con la festividad de Santo Martino, se abrió su sepultura -para trasladar sus restos a la nueva capilla construida para tal fin- en un solemne acto que contó con la presencia del Nuncio de su Santidad, el clero leonés, la nobleza y el pueblo llano. Ante tantos testigos apareció su cuerpo intacto, revestido con los ropajes para la celebración de la santa misa. Pero al tocarle, se convirtió en polvo, quedando solo los huesos y su mano derecha que se mantuvo intacta, con los tres primeros dedos juntos, en la posición de estar escribiendo. El suceso está documentado, levantando acta dos notarios, conservándose copia del acta en el Archivo de San Isidoro de León. Sus reliquias reposan en una arqueta que se conserva bajo el sagrario de la capilla de Santo Martino. El 12 de enero de 1576 fue extraída de la urna la mano derecha momificada del santo y colocada en un relicario que había sido anteriormente custodia. A principios del siglo XX, la reliquia de la mano incorrupta se daba a besar a los fieles desde el día de su festividad hasta el 21 del mismo mes. En las últimas décadas ha sido sacada en procesión en ocasiones muy señaladas, como el congreso internacional de Santo Martino en 1985 o el octavo centenario de su muerte en 2003. Unos huesecillos de su mano izquierda y algunos dientes están guardados en otro relicario, por donde se pasaba agua bendita que era llevada a los enfermos como remedio en su enfermedad.
La barrica de Santo Martino.
La Real Colegiata de San Isidoro de León alberga una cuba de vino con más de 800 años de solera, que se conserva escondida en algún lugar de la Colegiata. Según la tradición, la barrica fue rellenada por primera vez por Santo Martino en el siglo XII. Rodeada de un gran misterio, esta barrica está custodiada con tanto celo que la puerta detrás de la que se esconde desde tiempo inmemorial está cerrada bajo tres llaves. Una llave la guarda el abad, otra el administrador y una tercera una persona desconocida. Los tres se reúnen con sigilo cada Jueves Santo, después de los Oficios, en algún punto de la Colegiata para extraer de la cuba este preciado vino. En ese momento, sacan de la cuba un litro de vino y rellenan con el doble de cantidad, para afrontar la evaporación y la absorción de la madera. Nadie, salvo los referidos la ha visto, ni tampoco se la ha fotografiado, pero se sabe que la barrica tiene una capacidad de dieciséis cántaras -unos 256 litros-. Los miembros del Cabildo Isidoriano son los únicos privilegiados que pueden degustar este vino añejo en la comida de confraternidad que celebran cada año, el día de Jueves Santo. Dicen que el rey Alfonso XIII renunció a beberlo un día que no era Jueves Santo, para no romper la tradición. Según los que lo han probado es un vino añejo, como un coñac con gran solera, probablemente el más antiguo del mundo. No deja de ser curioso que Santo Martino, famoso por su vida ascética y su austeridad en el comer y beber –solo vino, como medicina, cuando estaba enfermo y muy rebajado con agua– sea el titular de la barrica de vino, en actividad, más vieja del mundo.

## La capilla de Santo Martino

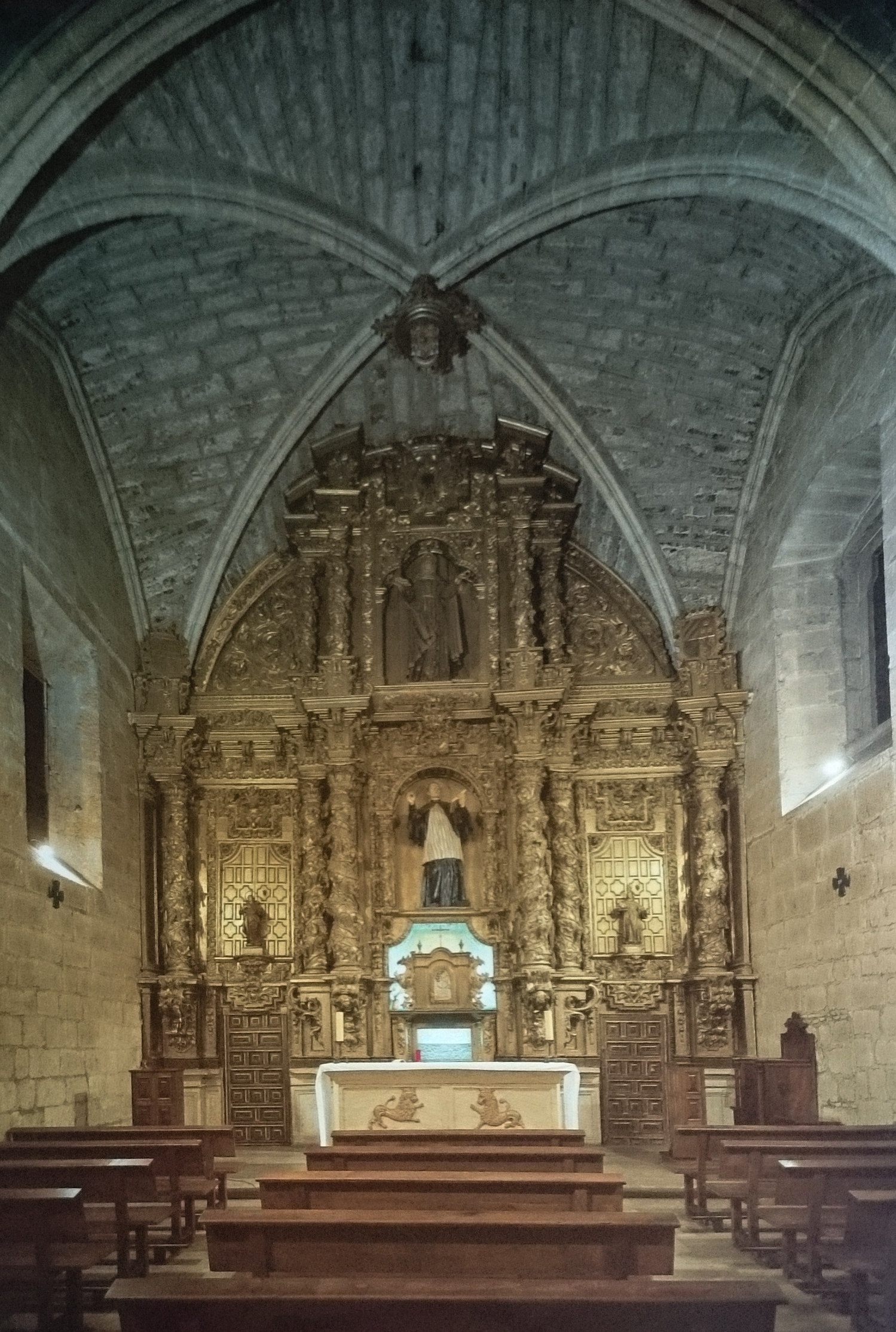
Capilla de Santo Martino. San Isidoro de León

La mandó construir el abad don Juan de León, para recoger los restos mortales de Santo Martino, cuya traslación a dicha capilla se celebró en 1513. Ubicada junto al ábside norte del templo románico, es una obra románica rehecha en el siglo XVI en estilo gótico tardío. Tiene planta rectangular y se cubre con bóveda de crucería, dividida en dos tramos. Toda la cabecera de la capilla está ocupada por el altar y el retablo churrigueresco. La documentación sobre el mismo sólo nos habla del contrato del dorado, que se encomendó al maestro dorador Miguel de Robles en 1701. El retablo es de finales del siglo XVII y, sin duda, para él dio trazas el ensamblador José de Margotedo, autor del antiguo retablo de la capilla mayor de la basílica -destruido en 1811, al parecer por un incendio provocado por un rayo-. Las imágenes de Santo Martino y de Santa Mónica –madre de San Agustín– figuran en sendas hornacinas, pero el retablo fue también concebido como relicario para guardar las multitud de reliquias que atesora el templo. Debajo del sagrario, se encuentra la urna con los restos de Santo Martino, salvo la mano derecha que se encuentra en su relicario. En la actualidad esta capilla se utiliza para el culto diario de la basílica.

## Patrono
Santo Martino tuvo una incesante inquietud por el aprendizaje de la teología, las lenguas y la cultura. Su peregrinación constante en busca de la sabiduría, y del conocimiento le llevó durante toda su fecunda y longeva vida de estudiante a recorrer numerosas naciones y lugares. Su erudición, excepcional para la época en nuestras tierras, proviene de sus viajes, saberes y experiencias que comparte con los maestros de las escuelas europeas y asiáticas, y lo hace a una edad madura. Estos rasgos le han convertido en el Patrono de la Universidad de la Experiencia de la Universidad de León y de la Universidad Permanente de la Universidad de Alicante.